# Картеріа

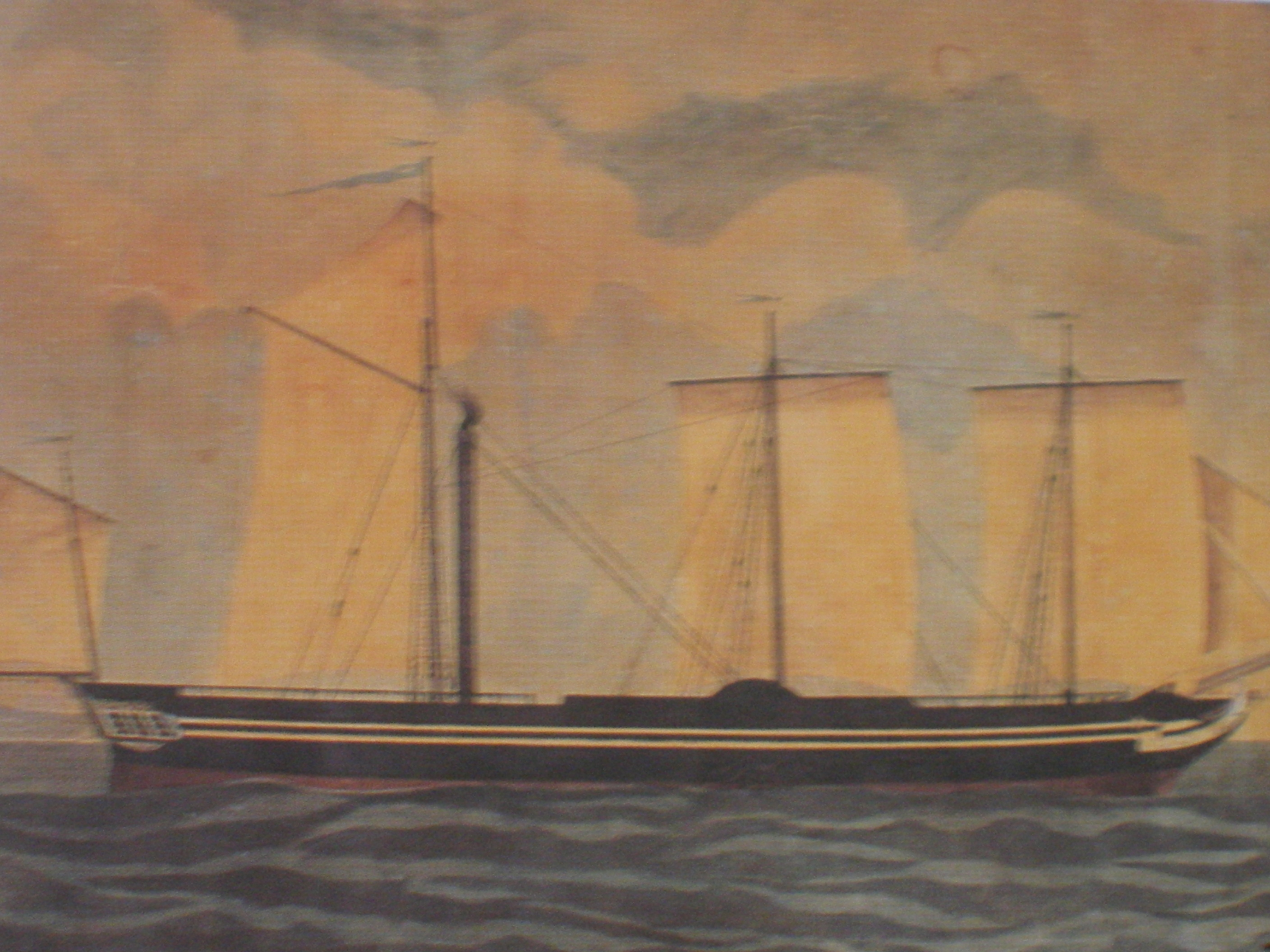
Шлюп «Картеріа»

«Картеріа» (грец. Καρτερία — «Наполегливість») — грецький шлюп, вважається першим у світі паровим бойовим кораблем, який взяв участь у бойових діях. Він був побудований в 1825 році на англійському суднобудівному заводі для революційного Грецького флоту під час Грецької війни за незалежність, за наказом капітана Франка Абнея Гастінгса (Frank Abney Hastings), колишнього офіцера Королівського флоту, який служив на Грецькому флоті добровольцем.
Корабель побудували на корабельні Daniel Brent Shipwrights у Лондоні. Фінансування будівництва здійснювалося переважно за рахунок надходжень від другої грецької позики, зібраної Лондонським філелліністичним комітетом, але також частково за рахунок власних коштів капітана Гастінгса.
233-тонний корабель пересувався за допомогою гребних коліс, які обертали 2 малі парові машини. Корабель також оснащувалося 4 щоглами і міг рухатись під вітрилами: передбачалося, що він, як правило, використовуватиме силу вітру, але перемикатиметься на парову енергію під час бойових дій, щоб забезпечити максимальну маневровість. Шлюп був озброєний всього 8 гарматами, але всі вони були 68-фунтовими, найпотужнішими на той час. Печі парової машини, які спалювали вугілля, щоб генерувати пару, також могли використовуватись для нагрівання ядер до розжареного стану. Такі ядра були спроможні викликати пожежу на ворожому кораблі.

## Служба

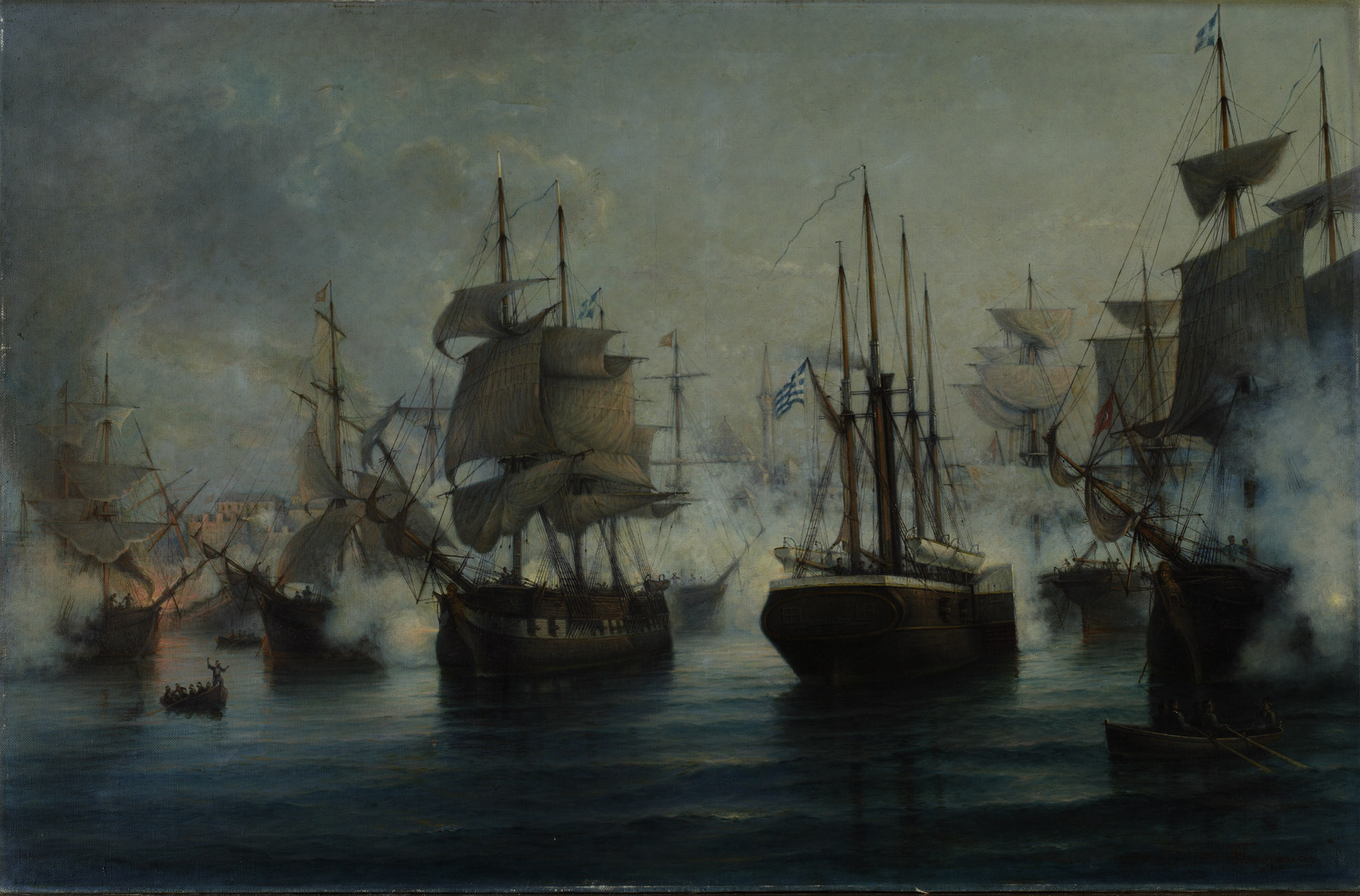
Картина, що зображає «Картеріа» (правіше від центру, з вітрилами, спущеними вниз і трубою) під час битві під Ітеа (1827). Картерія просувається завдяки паровій машині проти вітру, на відміну від двох грецьких військових кораблів справа та зліва від шлюпу.

Корабель увійшов до складу флоту Греції в 1826 році. Це був перший паровий корабель, що взяв участь у бойових діях. (Першим побудованим паровим військовим кораблем був USS Demologos, 30 гарматна плавуча батарея, спущений на воду в 1814 році. Але цей американський пароплав ніколи не застосовувався в бою).
Під командуванням Гастінгса, Kartería незабаром здобув страшну бойову репутацію, взявши участь у численних операціях проти Османського флоту. (Kartería випустила 18000 снарядів тільки в 1827 році). Найбільш знаменитий успіх судна — рейд на порт Ітеа, біля Салони (Амфісса) в Корінфській затоці, 29 — 30 вересня 1827 року, де шлюп потопив 9 османських кораблів.

## Пам'ять
У пам'ять про шлюп «Картеріа», військово-морські сили Греції назвали такі кораблі:
- Тральщик — колишній британський BYMS 2065, побудований у 1943 році і того ж року переданий грецькому флоту. На борту цього корабля віце-адмірал Александріс брав участь у церемонії здачі італійського флоту 16 вересня 1943 року. По завершенню Другої світової війни, тральщик брав участь у грецькій громадянській війні 1946—1949 років. Залишався у складі флоту до 1973 року.
- Канонерський човен (побудований як мисливець за підводними човнами) P-65 — типу Thetis (колишній німецький Hermes, переданий ВМС Греції в 1992 році, виведений зі складу флоту 2004 року).